# Clear Creek (Galveston Bay)
Der Clear Creek (englisch für „Klarer Bach“) ist ein Fluss im Süden des US-Bundesstaates Texas.
Er entspringt im Fort Bend County – etwa 300 m vom KTRK-TV-Sendemast und etwa 1,6 Kilometer westlich der Blue Ridge-Ölquelle. Von dort aus fließt er 66 Kilometer in östliche Richtung und durchfließt Harris County, Brazoria County und Galveston County. Dort mündet er in die Galveston Bay.
Das Flussbett besteht aus Lehmboden beziehungsweise Sandboden, die Vegetation entlang des Flusslaufs hauptsächlich aus Laubbäumen und Kiefern.